# 아샤 보슬
아샤 보슬레(힌디어: आशा भोंसले, 1933년 9월 8일 ~ )는 인도의 플레이백 싱어이다.